# Banoe Moesa

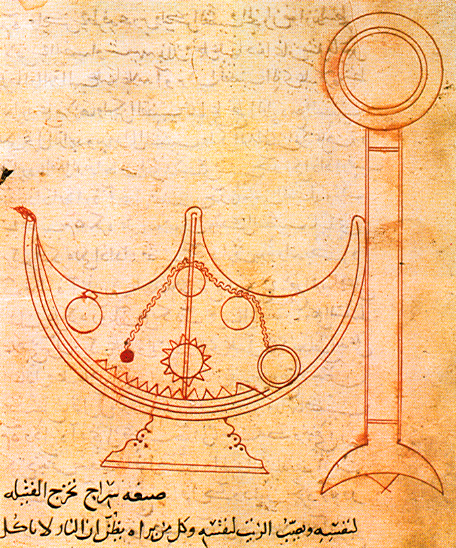
Zelfknippende lamp in Ahmad ibn Mūsā ibn Shākirs werk over mechanische instrumenten, een in het Arabisch geschreven manuscript

De gebroeders Banoe Moesa ((ar)  ني موسى]), Jafar-Muhammad, Ahmad en al-Hasan, waren belangrijke Perzische geleerden uit de negende eeuw na Christus.
De gebroeders studeerden in het Huis der Wijsheid en genoten de bescherming van de kalief Al-Ma'mun. De gebroeders Banoe Moesa speelden een belangrijke rol in het vertaalproject (het vertalen van Griekse wetenschappelijke teksten naar het Arabisch): ze sponsorden avonturiers die Griekse teksten moesten opsporen en hebben ook zelf enkele expedities naar het Byzantijnse Rijk ondernomen. Het meest bekend zijn de Banoe Moesa echter door hun mechanische apparaten.

## Mechanische apparaten
De Banoe Moesa hebben meer dan honderd ingenieuze toestellen ontworpen, allen opgetekend in hun "Boek van kunstige toestellen" uit 830 na Chr. In dit boek beschrijven de gebroeders klokken met allerlei soorten snufjes, fluiten die zelf kunnen spelen en een mechanisch theemeisje dat echte thee kon schenken. Alhoewel de apparaten niet zeer functioneel waren, waren ze toch erg vernuftig voor hun tijd.
De gebroeders Banoe Moesa maakten al gebruik van waterkracht en eenvoudige mechanische systemen.
Daarmee produceerden ze voorlopers van onze moderne robots.